# Alex Goldfarb
Alex Goldfarb (în ebraică אלכס גולדפרב) (n. 1 iunie 1947, orașul Seini, județul Maramureș, România) este un politician israelian originar din România, care a deținut funcția de deputat în Knesset-ul (Parlamentul) statului Israel.

## Biografie
Alex Goldfarb s-a născut la data de 1 iunie 1947, în orașul Seini (județul Maramureș), într-o familie de etnie evreiască. A emigrat în Israel în anul 1963. Și-a efectuat serviciul militar în cadrul trupelor paramilitare.
A lucrat ca electrician, printre altele la Compania Israeliană de Electricitate, manifestându-se foarte activ în cadrul sindicatului lucrătorilor  acestei companii. A fost membru al Consiliului Director al Sindicatului Electricienilor din Israel. În paralel, a absolvit Facultatea de Administrație a Afacerilor la Colegiul de administrație ”Michlala LeMinhal” din Israel.
A intrat în politică în cadrul Partidului de  dreapta Tzomet, fiind ales ca membru al Secretariatului și al Comitetului Financiar al acestui partid. De asemenea, a fost și membru al Mișcării pentru Reforma Guvernamentală.
În anul 1992, Alex Goldfarb a fost ales ca deputat în Knesset (Parlamentul statului Israel), pe lista Partidului de dreapta Tzomet, a popularului general în rezervă Rafael Eitan, care a obținut atunci un număr record de opt locuri în Parlament. Cum Partidul Muncii din Israel care a obținut cele mai multe locuri în Knesset la alegerile din 1992, a format guvernul, Partidul Tzomet a rămas în opoziție. Goldfarb a fost membru în Comisia economică a Knessetului și ulterior ca membru al Comisiei Controlului de Stat.
La data de 7 februarie 1994, deputații Partidului Tzomet Alex Goldfarb, Gonen Segev și Esther Salmovitz s-au desprins din Tzomet și au format facțiunea parlamentară Yi'ud. La 2 ianuarie 1995, Goldfarb a fost numit ca ministru adjunct al locuințelor și construcțiilor, după ce facțiunea Yi'ud s-a alăturat guvernului condus de Itzhak Rabin. Acest lucru îi era necesar lui Rabin, pentru a dispune de majoritate parlamentară în scopul ratificării Acordului palestiniano-israelian de la Oslo.
În noiembrie 1995, împreună cu Esther Salmovitz (și ea originara din România), a părăsit fracțiunea parlamentară Yi'ud și au format lista Atid. Goldfarb și-a păstrat postul în cadrul Ministerului și în perioada 22 noiembrie 1995 - 18 iunie 1996 în guvernul format de Shimon Peres, la scurt timp după asasinarea premierului Itzhak Rabin.
Un timp Goldfarb a fost membru în Partidul Muncii.  
În prezent, Alex Goldfarb lucrează ca director de companie.
În ianuarie 2009 a candidat pentru funcția de președinte al Consiliului regional Beer Tuvia, dar a pierdut în favoarea deținătorului  funcției, Dror Shor. La alegerile din 2018 a fost ales ca deputat în acest consiliu regional, din partea așezării Avigdor.
Pe lângă limba ebraică, el vorbește și limbile maghiară și română.

## Funcții publice în Israel
Alex Goldfarb a deținut următoarele funcții publice:
- deputat în Knesset din partea Partidului Tzomet (1992-1996)
- ministru adjunct al locuințelor și construcțiilor (2 ianuarie 1995 - 18 iunie 1996)